# 鄭江 (元)
鄭 江（てい こう、? - 1271年）は、モンゴル帝国（大元ウルス）に仕えた漢人将軍の一人。河間府河間県の出身。

## 生涯
鄭江は山東路都元帥に任じられていた鄭義の息子で、兄の鄭沢に地位を譲られると、クビライより侍衛親軍副都指揮使・判武衛軍事・兼景州軍民人匠長官の地位を授けられた。
1262年（中統3年）、済南府で李璮の乱が起こると クビライは各州県長官の子弟を千戸に充てるよう命じ、これによって鄭江の子の鄭郇が千戸に任じられた。鄭郇は景州新簽軍を率いて反乱軍を王馬橋で破り、諸王カビチはこれを賞して銀50両を与えた。李璮の乱が鎮圧されると鄭郇は千戸の地位を失ったが、鄭江は左衛親軍都指揮使の地位に昇格となった。1271年（至元8年）に襄陽城の戦いで鄭江が戦没すると、鄭郇がその地位を継いだ。